# MBN 뉴스 7
MBN 뉴스 7은 대한민국에서 월~금 아침 7시~7시 30분에 텔레비전으로 방송하는 MBN의 평일 아침 시간대 뉴스 프로그램이다.